# Моос, Фридрих
Карл Фри́дрих Христиа́н Мо́ос (нем. Carl Friedrich Christian Mohs — Мос, 29 января 1773[…], Гернроде — 29 сентября 1839[…], Агордо, Венеция) — немецкий учёный-минералог и кристаллограф, профессор. Внедрил шкалу Мооса.

## Биография
Учился в Галле и Фрейберге, ездил на учёбу во Францию и Британию.
В 1812 году стал профессором в Граце.
В 1818 году переехал в Горную академию во Фрейберг.
В 1826 году уехал в Вену.

## Вклад в науку
Самым важным изобретением Мооса является созданная им в 1811 году шкала твёрдости минералов (шкала Мооса), названная его именем.

## Публикации
Основные труды:
- Versuch einer Elementar-Methode zur naturhistorischen Bestimmung und Erkennung von Fossilien (1812)
- Grundriß der Mineralogie, 2 Teile, Dresden (1822-24)
- Leichtfaßliche Anfangsgründe der Naturgeschichte des Mineralreiches (1832)